# Mesopolobus phragmitis
Mesopolobus phragmitis är en stekelart som först beskrevs av Erdös 1957.  Mesopolobus phragmitis ingår i släktet Mesopolobus, och familjen puppglanssteklar. Arten är reproducerande i Sverige.